# Casey Nicholaw
Casey Nicholaw (Los Angeles, 6 ottobre 1962) è un regista teatrale, coreografo e attore teatrale statunitense.

## Biografia
Debuttò nel mondo dello spettacolo alla fine degli anni 80 come attore e ballerino in tournée statunitensi di musical come La Cage aux Folles e 42nd Street, prima di debuttare a Broadway nel 1992 con Crazy for You. Recitò ancora a Broadway nel 1994 in The Best Little Whorehouse Goes Public e nel 1995 in Victor/Victoria con Julie Andrews. Nel 1999 fu Frank Manero nell'adattamento musicale de La febbre del sabato sera, mentre nel 2002 recitò per l'ultima volta a Broadway in Thoroughly Modern Millie. Successivamente cominciò a lavorare come coreografo, curando danza e movimenti negli allestimenti di New York e Broadway di Candide (2004), Bye Bye Birdie (2004) e Spamalot (2005), prima di fare il suo debutto alla regia a Broadway nel 2006 con The Drowsy Chaperone.
Dopo aver diretto e coreografato i musical di Stephen Sondheim Follies (2007) e Anyone Can Whistle (2010), ottenne un grande successo a Broadway e Londra con The Book of Mormon, per cui vinse il Tony Award alla miglior regia di un musical e il Laurence Olivier Award alle migliori coreografie. Negli anni 2010 ha lavorato ancora a Broadway come regista e coreografo di Aladidn (2014), Something Rotten! (2015) e Some Like Hot (2022), per cui ha vinto il Tony Award alla miglior coreografia nel 2023. Sulle scene londinesi invece ha diretto e coreografato Dreamgirls nel 2016.